# 香港國際七人欖球賽

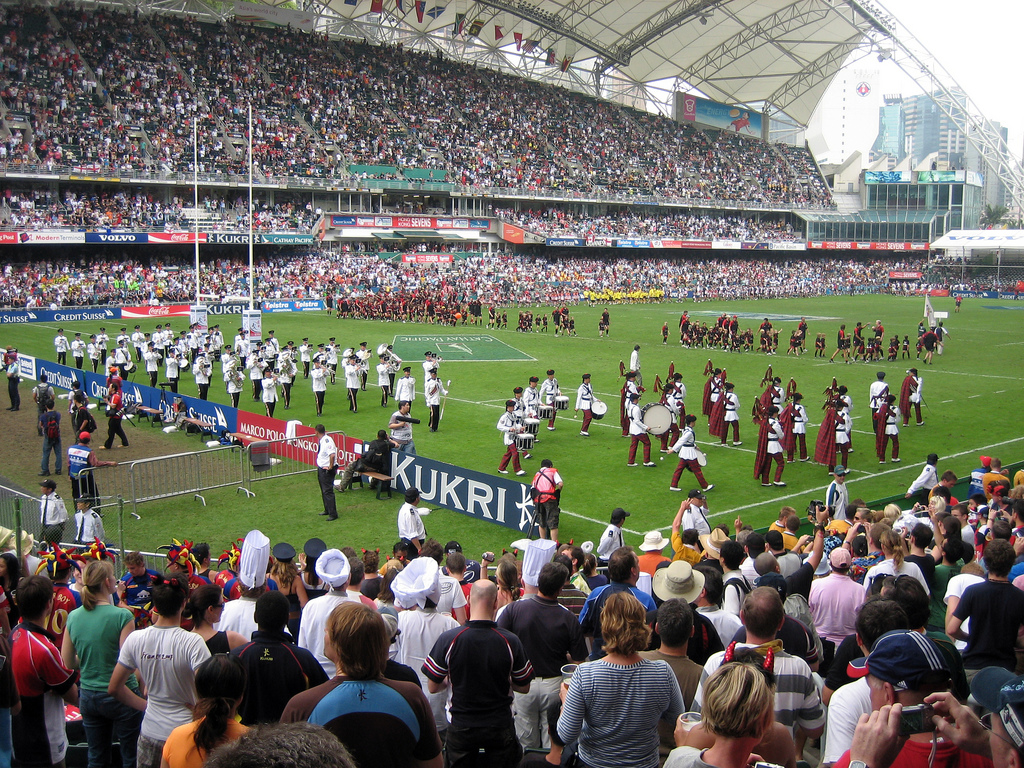
2008年開幕儀式

國泰航空／匯豐香港國際七人欖球賽（七欖）是香港舉行的大型國際性欖球賽事，同時亦是全球最重要的欖球賽事之一。賽事成立於1976年，每年3月下旬或4月初由該週五開始，由香港欖球總會一連三日在啟德主場館舉行，吸引世界各地欖球隊來港參賽。一些欖球迷會專程來香港觀看賽事。

## 歷史
香港國際七人制橄欖球賽由香港欖球總會的前主席，南非商人A.D.C. "Tokie" Smith，及一間煙草公司的宣傳經理Ian Gow在1975年倡議舉辦。首屆香港七人欖球邀請賽在1976年3月28日舉行，由香港欖球總會向多個國家的欖球會發出邀請。參賽隊伍包括澳洲、南非、紐西蘭、威爾斯、日本、斯里蘭卡、加拿大、斐濟、西薩摩亞及香港，由構思至首屆舉辦的時間少於12個月。
1982年，賽事舉辦場地由香港足球會球場遷移至香港大球場。到1990年代初，由於香港大球場的看台無法容納大量觀眾，更進行重建。而國際欖球理事會及欖球世界杯有限公司亦大力支持，令七人制橄欖球賽更加國際化。
現在，香港國際七人制橄欖球賽球賽是IRB世界七人制橄欖球巡迴賽中的其中一站，並由國泰航空及匯豐聯合冠名贊助。1997年和2005年的香港國際七人制橄欖球賽為七人制橄欖球世界盃，兩次均由斐濟勝出。
2023年，首次同時加入女子組賽事。
2025年，賽事舉辦場地由香港大球場遷移至啟德體育園。國泰更特意於最後一天之比賽中場休息期間安排空中巴士A350-900XWB低飛維港上空，并掠過啟德主場館鄰近的上空，以紀念由啟德起航的香港百年航空歷史。

## 歷屆冠軍
| 年份            | 比賽場地       | 銀盃賽      | 銀盃賽  | 銀盃賽               | 銀碟賽         | 銀碟賽  | 銀碟賽 |
| 年份            | 比賽場地       | 勝方        | 比數    | 負方                 | 勝方           | 比數    | 負方   |
| --------------- | -------------- | ----------- | ------- | -------------------- | -------------- | ------- | ------ |
| 1976年 （詳細） | 香港足球會球場 | Cantabrians | 24 - 8  | Wallaroos            | 香港           | 19 - 16 | 東加   |
| 1977年 （詳細） | 香港足球會球場 | 斐濟        | 28 - 18 | Marlborough          | 東加           | 20 - 4  | 印尼   |
| 1978年 （詳細） | 香港足球會球場 | 斐濟        | 14 - 10 | Manawatu             | Bahrain        | 10 - 0  | 新加坡 |
| 1979年 （詳細） | 香港足球會球場 | 澳洲        | 39 - 3  | 西薩摩亞             | 巴布亞新畿內亞 | 13 - 10 | 夏威夷 |
| 1980年 （詳細） | 香港足球會球場 | 斐濟        | 12 - 8  | Co-Optimists         | 日本           | 44 - 0  | 新加坡 |
| 1981年 （詳細） | 香港足球會球場 | Barbarians  | 12 - 10 | 澳洲                 | 東加           | 22 - 18 | 日本   |
| 1982年 （詳細） | 香港政府大球場 | 澳洲        | 18 - 14 | Scottish Border Club | 韓國           | 32 - 6  | 日本   |
| 1983年 （詳細） | 香港政府大球場 | 澳洲        | 14 - 4  | 斐濟                 | 韓國           | 30 - 6  | 加拿大 |

| 年份            | 比賽場地       | 銀盃賽   | 銀盃賽  | 銀盃賽                   | 銀碟賽            | 銀碗賽         |
| 年份            | 比賽場地       | 勝方     | 比數    | 負方                     | 勝方              | 勝方           |
| --------------- | -------------- | -------- | ------- | ------------------------ | ----------------- | -------------- |
| 1984年 （詳細） | 香港政府大球場 | 斐濟     | 26 - 0  | 紐西蘭                   | 澳洲              | 斯里蘭卡       |
| 1985年 （詳細） | 香港政府大球場 | 澳洲     | 24 - 10 | Public Schools Wanderers | 東加              | 香港           |
| 1986年 （詳細） | 香港政府大球場 | 紐西蘭   | 32 - 12 | French Barbarians        | 美國鷹隊          | 巴布亞新畿內亞 |
| 1987年 （詳細） | 香港政府大球場 | 紐西蘭   | 12 - 6  | 斐濟                     | French Barbarians | 香港           |
| 1988年 （詳細） | 香港政府大球場 | 澳洲     | 13 - 12 | 紐西蘭                   | 美國鷹隊          | 中華台北       |
| 1989年 （詳細） | 香港政府大球場 | 紐西蘭   | 22 - 10 | 澳洲                     | 東加              | 荷蘭           |
| 1990年 （詳細） | 香港政府大球場 | 斐濟     | 22 - 10 | 紐西蘭                   | 香港              | 西德           |
| 1991年 （詳細） | 香港政府大球場 | 斐濟     | 18 - 14 | 紐西蘭                   | 阿根廷            | 韓國           |
| 1992年 （詳細） | 香港政府大球場 | 斐濟     | 22 - 6  | 紐西蘭                   | 香港              | 羅馬尼亞       |
| 1993年 （詳細） | 香港政府大球場 | 西薩摩亞 | 14 - 12 | 斐濟                     | 東加              | 羅馬尼亞       |
| 1994年 （詳細） | 香港大球場     | 紐西蘭   | 32 - 20 | 澳洲                     | 韓國              | 香港           |
| 1995年 （詳細） | 香港大球場     | 紐西蘭   | 35 - 17 | 斐濟                     | 加拿大            | 香港           |
| 1996年 （詳細） | 香港大球場     | 紐西蘭   | 19 - 17 | 斐濟                     | 法國              | 日本           |
| 1997年 （詳細） | 香港大球場     | 斐濟     | 24 - 21 | 南非                     | 東加              | 美國           |
| 1998年 （詳細） | 香港大球場     | 斐濟     | 28 - 19 | 薩摩亞                   | 韓國              | 摩洛哥         |
| 1999年 （詳細） | 香港大球場     | 斐濟     | 21 - 12 | 紐西蘭                   | 日本              | 香港           |
| 2000年 （詳細） | 香港大球場     | 紐西蘭   | 31 - 5  | 斐濟                     | 法國              | 愛爾蘭         |
| 2001年 （詳細） | 香港大球場     | 紐西蘭   | 29 - 5  | 斐濟                     | 美國              | 香港           |
| 2002年 （詳細） | 香港大球場     | 英格蘭   | 33 - 20 | 斐濟                     | 南非              | 摩洛哥         |
| 2003年 （詳細） | 香港大球場     | 英格蘭   | 22 - 17 | 紐西蘭                   | 加拿大            | 美國           |
| 2004年 （詳細） | 香港大球場     | 英格蘭   | 22 - 12 | 阿根廷                   | 蘇格蘭            | 庫克群島       |
| 2005年 （詳細） | 香港大球場     | 斐濟     | 29 - 19 | 紐西蘭                   | 葡萄牙            | 意大利         |
| 2006年 （詳細） | 香港大球場     | 英格蘭   | 26 - 24 | 斐濟                     | 威爾斯            | 中國           |
| 2007年 （詳細） | 香港大球場     | 薩摩亞   | 27 - 22 | 斐濟                     | 威爾斯            | 俄羅斯         |
| 2008年 （詳細） | 香港大球場     | 紐西蘭   | 26 - 12 | 南非                     | 法國              | 俄羅斯         |
| 2009年 （詳細） | 香港大球場     | 斐濟     | 26 - 24 | 南非                     | 東加              | 葡萄牙         |

| 年份                                             | 比賽場地   | 銀盃賽 | 銀盃賽  | 銀盃賽 | 銀碟賽 | 銀碗賽 | 銀盾賽 |
| 年份                                             | 比賽場地   | 勝方   | 比數    | 負方   | 勝方   | 勝方   | 勝方   |
| ------------------------------------------------ | ---------- | ------ | ------- | ------ | ------ | ------ | ------ |
| 2010年 （詳細）                                  | 香港大球場 | 薩摩亞 | 24 - 21 | 紐西蘭 | 澳洲   | 加拿大 | 香港   |
| 2011年 （詳細）                                  | 香港大球場 | 紐西蘭 | 29 - 17 | 英格蘭 | 南非   | 加拿大 | 肯雅   |
| 2012年 （詳細）                                  | 香港大球場 | 斐济   | 35 - 28 | 新西兰 | 萨摩亚 |        | 加拿大 |
| 2013年 （詳細）                                  | 香港大球場 | 斐濟   | 26 - 19 | 威爾斯 | 薩摩亞 | 英格蘭 | 法國   |
| 2014年 （詳細）                                  | 香港大球場 | 紐西蘭 | 26 - 7  | 英格蘭 | 南非   | 蘇格蘭 | 肯雅   |
| 2015年 （詳細）                                  | 香港大球場 | 斐濟   | 33 - 19 | 新西蘭 | 澳洲   | 蘇格蘭 | 肯雅   |
| 2016年 （詳細）                                  | 香港大球場 | 斐濟   | 21 - 7  | 新西蘭 | 英格蘭 | 阿根廷 | 俄羅斯 |
| 2017年 （詳細）                                  | 香港大球場 | 斐濟   | 22 - 0  | 南非   | 澳洲   | 美國   | 紐西蘭 |
| 2018年 （詳細）                                  | 香港大球場 | 斐濟   | 24 - 12 | 肯雅   | 阿根廷 | 法國   | 威爾斯 |
| 2019年 （詳細）                                  | 香港大球場 | 斐濟   | 21 - 7  | 法國   | 阿根廷 | 蘇格蘭 | 西班牙 |
| 因應2019冠狀病毒病疫情，2020年及2021年賽事取消。 |            |        |         |        |        |        |        |
| 2022年 （詳細）                                  | 香港大球場 | 澳洲   | 20 - 17 | 斐濟   | 阿根廷 | 紐西蘭 | 烏拉圭 |
| 2023年 （詳細）                                  | 香港大球場 | 紐西蘭 | 24 - 17 | 斐濟   | 法國   |        | 香港   |

| 年份            | 比賽場地   | 銀盃賽 | 銀盃賽 | 銀盃賽 | 銀劍賽 | 銀劍賽  | 銀劍賽 |
| 年份            | 比賽場地   | 勝方   | 比數   | 負方   | 勝方   | 比數    | 負方   |
| --------------- | ---------- | ------ | ------ | ------ | ------ | ------- | ------ |
| 2024年 （詳細） | 香港大球場 | 新西兰 | 10 - 7 | 法國   | 香港   | 22 - 12 | 日本   |
| 2025年 （詳細） | 啟德體育園 | 阿根廷 | 12 - 7 | 法國   | 香港   | 38 - 5  | 中国   |

## 賽事直播

### 香港
- 無綫電視：明珠台（2007年－2014年、2025年－）、高清翡翠台（2008－2012年）、體育台（2013－2014年）、翡翠台（2025年-）
- Now TV：100台Now香港台（2015年）、634Now Sports 4（2015－2016年）、Now Sports Prime（2015年－）、635Now Sports 5（2017年）
- 香港電視娛樂：99台ViuTV（2016年）、96台ViuTVsix（2017年）
- 有線電視：有線體育台（2001年－2006年、2018年－）、有線高清202（2018年－）
- 奇妙電視：HOY TV77台（2018年－）、76台，香港財經資訊台（改稱「HOY國際財經台」）（2019年－）
- 港台電視：港台電視32（2024年[1]）

## 外部連結
- 官方网站
- 香港國際七人欖球賽的Facebook專頁
- 香港國際七人欖球賽的Instagram帳戶
- 香港國際七人欖球賽的X（前Twitter）